# Cesare Borgia
Cesare Borgia (Rim, 13. rujna 1475. – Viana, 12. ožujka 1507.), talijanski vojskovođa i političar. Pripadnik je utjecajne plemićke obitelji Borgije poznate po okrutnosti.
Godine 1507. u Bitci kod Navare, u blizini malog mjesta Viana, poginuo je knez Romagne i vojvoda od Valentinoisa, Cesare Borgia. S imenom tog vojskovođe i kardinala povezan je pojam hladnokrvnog ubojice koji ne preza ni pred kakvim zločinom, a Machiavelli ga navodi kao uzor političara, cinika, čuvenog po okrutnosti i bezobzirnosti.

## Životopis
Cesare je rođen u Rimu kao izvanbračno dijete tadašnjeg kardinala Rodriga Borgije i njegove ljubavnice rimske plemkinje Vannozze Catanei. Kad mu je otac izabran za papu kao Aleksandar VI., Cesare koji je dotada već bio biskup Pamplone (1491.), postavljen je za nadbiskupa Valencije - 1492., pa zatim za kardinala 1493., generalnog guvernera i legata Orvieta 1495.
Pretpostavlja se da je on osobno - 1497. dao ubiti vlastitog brata Giovannija (Vojvodu Gandia) papinog miljenika.
Tih, ambiciozan i odlučan, nakon polaganja kardinalske zakletve, u dobi od samo 17 godina -  1498., dobio je od francuskog kralja, kao leno - Kneževinu Valentinois, koju je uzdigao u rang Vojvodstva i tako postao vojvoda. Oženio se 1499., s Charlotte d'Albret, sestrom kralja Navarre, s najamničkom vojskom dobivenom od francuskog kralja i papinim parama, postao je odlučni vojni faktor, koji nije samo branio interese crkve nego je ratovao za vlastiti interes, nastojaći stvoriti vlastitu državu, pa se - 1500. umješao u prilike u Imoli i Forliju. Kad je dobio položaj vikara crkve, uvjerio je vlastitog oca i papu da se ne veže s Aragoncima i tako ne pomuti namjere francuskog kralja, koji mu je bio saveznik.
Smaknuo je Alfonsa Aragonskog, kneza Bisceglie, muža svoje sestre Lucrezije i prisvojio si Romagnu. Otvoreno je pomogao Francusku u ratu za Napuljsko Kraljevstvo, a za svoj račun ovaj put kao Vojvoda od Romagne, prisvojio si je Vojvodstvo Urbino i Vojvodstvo Spoleto.
Njegovo veliko vojvodstvo, bilo je na klimavim nogama, jer su odmah izbile pobune Urbinu i Camerinu.
Cesare je kao kondotjer i vješti političar razbio zavjeru protiv Papinske Države zvanu Masakr iz Senigallie i to u vrlo kratkom vremenu od 31. prosinca 1502. do 18.siječnja 1503. vješto zavadiši zavjerike (Oliverotto Fermo, Vitellozzo Vitelli, vojvoda Gravine i Paolo Orsini)  i tako spasio državu, nakon tog se proširio na Perugiu i Città di Castello.
Njegove daljnje ambicije prekinula je nagla očeva smrt 1503., u tom trenutku imao je samo 18 godina. Nakon tog se ponovno morao zakleti na vjernost Kolegiju kardinala i zakleti se da ne favorizira Španjolce, papa Pio III. ostavio ga je na položaju, uz titulu vikara i gonfaloniera - Romagne.
Sasvim drugačiji tretman imao je za Pontifikata Julija II., koji je  
strahovao od venecijanske prijetnje na Rim, pa je na Romagnu gledao drugim očima. Cesare, skrhan nesrećom koja ga je zadesila i bolestan, postao je neodlučan, to je iskoristio papa i u studenom - 1503. ga uhitio i zatvorio. Da se oslobodi morao je papi ustupiti dobar dio svojih zemalja. Nakon tog je 1504. potražio utočište u Napulju ali je, ponovno uhićen po nalogu i optužbi samog pape, i protjeran u Španjolsku. Iz zatočeništva je pobjegao s bratom kralja Navarre - 1506., a godinu dana kasnije je poginuo u borbi ispod zamka u Vianu.
Cesare je bio nema sumnje, - hrabar i beskrupulozan čovjek, kog je usput pratila nevjerojatna količina sreće, bio je u stanju da nevjerojatno brzo organizira diplomatski ili politički komplot, ali njegov uspjeh bio je povezan s očevim položajem pape. Kad mu je ponestalo očeve podrške počeo je pokazivati znakove slabosti i neodlučnosti u presudnim trenutcima, pa njegovo ponašanje u tom razdoblju treba promatrati u tom svijetlu.